# Hülya Avşar
Hülya Avşar (Edremit, 10 oktober 1963) is een Koerdisch-Turkse actrice, presentatrice, zangeres, zakenvrouw, columnist en voormalig fotomodel.

## Biografie
Hülya Avşar werd geboren als oudste kind van de Koerdische Celal uit Ardahan en de Turkse (Yörük) Emral uit Balıkesir. In 1978, ruim 15 jaar na haar geboorte, werd haar jongers zus Helin geboren, die ook actrice is.

## Carrière
Nadat haar eerste huwelijk in een echtscheiding eindigde, verhuisde Avşar in 1982 met haar ouders naar Istanboel. Avşar deed in 1983 mee aan een schoonheidswedstrijd en won daar de kroon. Later werd haar kroon echter ingetrokken nadat de organisatie had ontdekt dat ze getrouwd was geweest. 
In 1983 debuteerde ze als actrice in de film ‘Haram’. In de daaropvolgende jaren speelde ze in meer dan 70 films en won ze de prijs voor beste actrice op het achttiende ‘internationale filmfestival van Moskou‘. Daarnaast begon ze een carrière als zangeres. Avşar bracht in korte tijd acht albums en twee singles uit.
In 2000 won Avşar de prijs voor beste zangeres van Kral TV. Later dat jaar schreef ze als columnist voor de krant ‘Günaydın’. Avşar was ook de redacteur van haar eigen maandblad Hülya (een maandblad).  
Tussen 2011 en 2013 was Avşar de jury van de eerste twee seizoenen van The Voice. Sinds 2009 is ze ook jury bij ‘Turkey's Got Talent’ (Turks: Yetenek Sizsiniz Türkiye).

## Privéleven
In 1979 trouwde de 16-jarige Avşar met Mehmet Tecirli. Twee jaar later gingen ze uit elkaar. Avşar trouwde in 1997 voor de tweede keer met Kaya Çilingiroğlu. Ze kreeg in 1998 een dochter genaamd Zehra. Het huwelijk eindigde in 2005 in een echtscheiding. 
Avşar heeft ook een relatie gehad met de voormalige voetballer Tanju Çolak. Tussen 2007 en 2010 had ze een relatie met de zakenman Sadettin Saran.
Avşar speelt op amateurbasis tennis en won een kampioenschap in het tennistoernooi TED 2001.

## Discografie

### Studioalbums
- Her Şey Gönlünce Olsun (13 juni 1989)
- Hatırlar mısın? (1 oktober 1990)
- Hülya Gibi (20 oktober 1991)
- Dost Musun Düşman Mı? (18 maart 1993)
- Yarası Saklım (27 december 1995)
- Hayat Böyle (juni 1998)
- Aşıklar Delidir (10 mei 2002)
- Haute Couture / Kişiye Özel (oktober 2009)
- Aşk Büyükse (5 oktober 2013)

### Singles
- Sevdim (april 2000)
- Geçmiş Olsun (augustus 2011)
- Saymadım Kaç Yıl Oldu (juli 2019)
- Sen Olmazsan (met Rafet El Roman) (maart 2017)

## Filmografie

### Films
| Jaar | Naam                    | Rol          |
| ---- | ----------------------- | ------------ |
| 1983 | Kahır                   | Hülya        |
| 1983 | Haram                   | Hülya        |
| 1983 | Çelik Mezar             | Gül          |
| 1984 | Karanfilli Naciye       | Naciye       |
| 1984 | Tutku                   | Hacer        |
| 1984 | Ömrümün Tek Gecesi      | Gülseren     |
| 1984 | Yabancı                 | Hülya        |
| 1984 | Kaptan                  | Melike       |
| 1984 | Güneş Doğarken          | Nalan        |
| 1984 | Ayşem                   | Ayşe         |
| 1984 | Nefret                  | Hülya        |
| 1985 | Tele Kızlar             | Çağla        |
| 1985 | Ölüm Yolu               | Zeynep       |
| 1985 | Mavi Mavi               | Sibel        |
| 1985 | Sekreter                | Hülya        |
| 1985 | Tapılacak Kadın         | Sabiha       |
| 1985 | Suçlu Gençlik           | Neslihan     |
| 1985 | Paranın Esiri           | Başak        |
| 1986 | Fatmagül'ün Suçu Ne?    | Fatmagül     |
| 1986 | Uzun Bir Gece           | Gülsüm       |
| 1986 | Dağlı Güvercin          | Azize        |
| 1986 | Üç Halka 25             | Gülçiçek     |
| 1986 | Kısrak                  | Hülya        |
| 1986 | Aşk Hikâyemiz           | Sevda        |
| 1986 | Alın Yazım              | Hülya        |
| 1986 | Sevda Ateşi             | Maviş Gülcan |
| 1986 | Mavi Melek              | Billur Elif  |
| 1987 | Yarın Yarın             | Seyda        |
| 1987 | Bir Kırık Bebek         | Gülizar      |
| 1987 | Çil Horoz               | Ayten        |
| 1987 | Geri Dön                | Gamze        |
| 1987 | Alamancının Karısı      | Zeliha       |
| 1987 | Ziyaret                 | Arzu         |
| 1988 | Aşıksın                 | Deniz        |
| 1988 | Hülya                   | Hülya        |
| 1988 | Melodram                | Esra         |
| 1989 | Öğretmen Zeynep         | Zeynep       |
| 1989 | Fotoğraflar             | Neslihan     |
| 1989 | Fazilet                 | Fazilet      |
| 1990 | Benim Sinemalarım       | Nesibe       |
| 1993 | Hasan Boğuldu           | Emine        |
| 1993 | Berlin in Berlin        | Dilber       |
| 1995 | Bir Kadının Anatomisi   | Sibel        |
| 1999 | Salkım Hanımın Taneleri | Nora         |
| 2002 | Yeşil Işık              | Elif         |
| 2004 | Kalbin Zamanı           | Belkıs       |
| 2005 | İki Genç Kız            | Leman        |
| 2005 | Hababam Sınıfı Askerde  | Zehra        |
| 2011 | 72. Koğuş               | Fatma        |
| 2018 | Selfi                   | Hülya        |

### Televisieseries
- 1995: Sevginin Gücü
- 1999: Ah Bir Zengin Olsam
- 2001: Savunma
- 2004: Zümrüt
- 2004: Kadın İsterse
- 2006: Kadın Severse
- 2015: Muhteşem Yüzyıl: Kösem